# QUCS
Qusc, nezkráceně Quite Universal Circuit Simulator (v překladu „Docela univerzální simulátor obvodů“) je Open source software distribuovaný pod licencí GPL. Lze v něm sestavovat a simulovat různé elektronické obvody v grafickém prostředí. Čistě digitální simulace podporují využívání VHDLg a/nebo Verilog-HDL.

## Typy simulací
- AC simulace
- DC simulace
- Přechodová simulace
- S parametr simulace
- Digitální simulace

## Komponenty
- Diskrétní komponenty
- Zdroje
- Sondy
- Přenosová vedení
- Nelineární komponenty
- Verilog-a zařízení
- Digitální komponenty
- Datové komponenty

## Typy tranzistorů
- FBH-HBT
- HICUM L0 v1.12
- HICUM L2 v2.1
- HICUM L2 v2.22
- MESFET (Curtice, Statz, TOM-1 and TOM-2)
- SGP (SPICE Gummel-Poon)
- MOSFET
- JFET
- EPFL-EKV MOSFET v2.6